# Совинка (Конотопский район)
Совинка (укр. Совинка) — село,
Вязовский сельский совет,
Конотопский район,
Сумская область,
Украина.
Код КОАТУУ — 5922081503. Население по переписи 2001 года составляло 110 человек.

## Географическое положение
Село Совинка находится на правом берегу реки Езуч,
выше по течению на расстоянии в 1 км расположено село Червоный Яр,
ниже по течению на расстоянии в 7 км расположен город Конотоп,
на противоположном берегу — село Вязовое.
Вдоль русла реки проведено несколько ирригационных каналов.

## История
- Хутор Совин основан в конце XVII века.

## Экономика
- Птице-товарная ферма.

## Объекты социальной сферы
- Фельдшерско-акушерский пункт.

## Известные люди
- Андрущенко Виктор Петрович — учёный-философ, член-корреспондент НАН Украины, академик АПН Украины, доктор философских наук, профессор, ректор Национального педагогического университета им. М. П. Драгоманова, родился в селе Совинка.